# Vs. (album)
Vs. – druga płyta amerykańskiego zespołu Pearl Jam. Wydana została w 1993 roku nakładem Epic Records (w Europie) i Epic Associated (w USA).

## Lista utworów
1. „Go” – 3:12
2. „Animal” – 2:50
3. „Daughter” – 3:55
4. „Glorified G” – 3:27
5. „Dissident” – 3:36
6. „W.M.A.” – 5:59
7. „Blood” – 2:50
8. „Rearviewmirror” – 4:45
9. „Rats” – 4:15
10. „Elderly Woman Behind The Counter In A Small Town” – 3:16
11. „Leash” – 3:09
12. „Indifference” – 5:02